# Apéritif

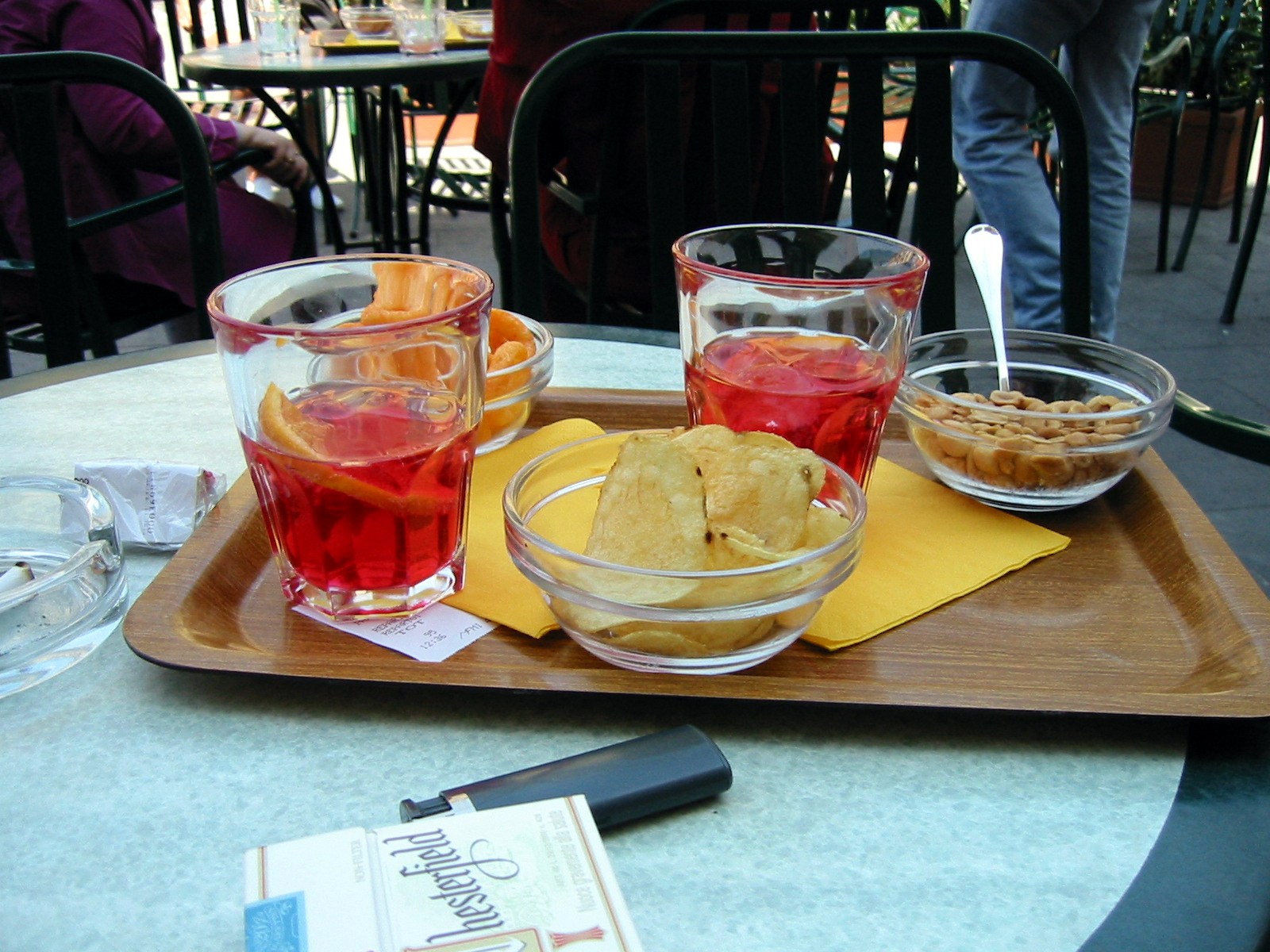
Apéritif Campari et soda.

Un apéritif, ou familièrement un apéro, est une boisson, généralement alcoolisée, servie avant le repas dans certaines cultures afin d'ouvrir l'appétit. L'apéritif est souvent bu après avoir trinqué, selon la tradition. Sont choisies en général des boissons à base de plantes connues pour leurs vertus apéritives, comme l'anis ou la gentiane.
L'apéritif désigne par extension la collation qui peut précéder le repas. Cela englobe alors les amuse-gueules ou les amuse-bouches, parmi lesquels les plus classiques sont les pistaches, les chips ou les cacahuètes. Par extension, l'apéritif s'applique à tous les aliments (petits gâteaux, les apéritifs dînatoires (une sorte de petit plat pour accompagner le verre), fruits découpés, olives, charcuteries, tapas, fromages et autres assortiments variés) qui sont servis en accompagnement de cette boisson, ce qui correspond au concept de tapas (apéritif espagnol) et à celui des zakouski russes.
Par extension, l'apéritif désigne en français le moment de convivialité (le lieu de sociabilité) où des personnes se retrouvent pour consommer ces boissons et ces aliments en discutant, sans même qu'il soit prévu de prendre un repas en commun ensuite. À ce titre, l'apéritif est aussi un repas léger, où peuvent également être consommés des cocktails, on le qualifie souvent dans ce cas d'« apéritif dînatoire ».

## Origine

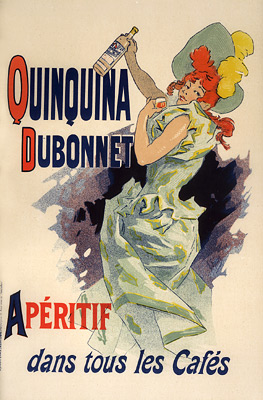
Publicité pour l'apéritif Dubonnet.

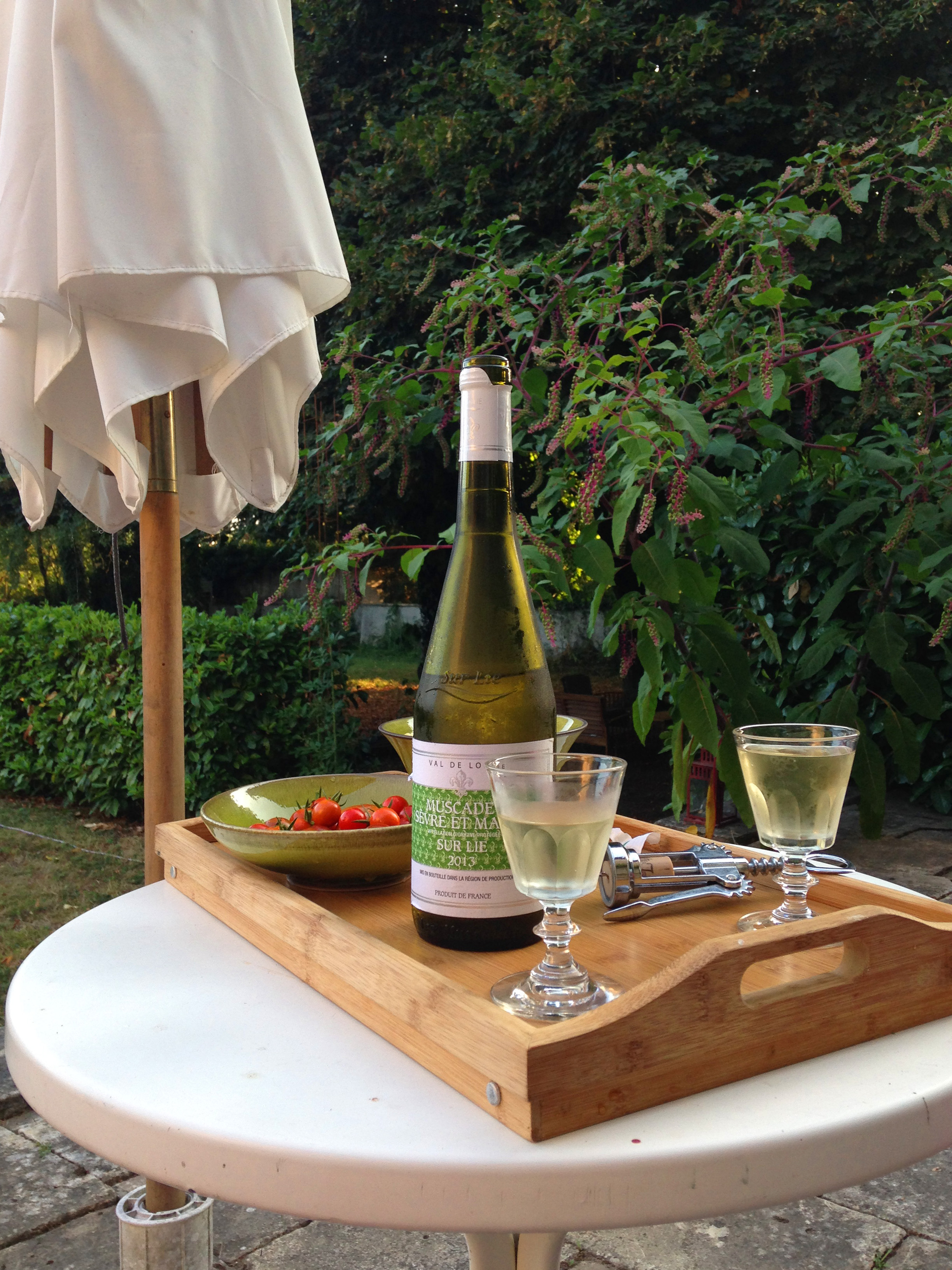
Bouteille de vin de Muscadet.

Ce mot vient du latin apertivus, dérivé de aperire qui signifie « ouvrir ».
Les Assyriens prenaient l'apéritif au vin de palme.
Les Romains disposaient de nombreux vins cuits pour la même occasion.
Les Allemands au XIIe siècle aimaient goûter, avant le repas, un vin mélangé d'absinthe, qu'ils appelaient Wermut, d'où vient le mot vermouth.
Au Moyen Âge, où certaines boissons alcoolisées étaient encore réservées à un usage médical, on buvait au début du repas une boisson à base de vin et de plantes aromatiques (vin de sauge) ou de vin et d'épices comme le clairé (Viandier de Taillevent, édition de 1486). L'hypocras, à base de vin rouge, est un digestif pour fins de repas.
En France l'apéritif moderne a été popularisé, en 1846, par Joseph Dubonnet, chimiste français, qui élabora une boisson à base de vin et de quinine pour lutter contre le paludisme. Ce médicament ayant un goût amer, il le masqua avec une décoction d'herbes et d'épices à la saveur forte. Les soldats de la Légion étrangère l'utilisèrent dans un premier temps dans les marécages infestés de moustiques en Afrique du Nord. Puis l'épouse de Joseph servit la première la potion en apéritif auprès de ses amis, et le bouche à oreille assit la popularité du Dubonnet.source ?[réf. nécessaire]
Des documents d'archives montrent que l'apéritif moderne est apparu en 1786 à Turin. Un dénommé Antonio Benedetto Carpano inventa un vermouth dans cette ville. Des années plus tard, des vermouths furent commercialisés par des maisons comme Martini, Cinzano et Gancia.[réf. nécessaire]
Au cours du XIXe siècle les apéritifs se buvaient couramment en Italie, où ils étaient servis dans les cafés à la mode. Cette mode se répandit dans toute l'Europe. Au début des années 1900, ils passèrent l'Atlantique pour conquérir les États-Unis et l'Amérique latine.

## Principaux apéritifs consommés en France
En 2011 en France, les ventes d'apéritifs traditionnels en grandes et moyennes surfaces représentent : 
- 65,3 millions de litres d'anisés (pastis, anisette, Pontarlier), pour un chiffre d'affaires de 930 millions d'euros ;
- 17,8 millions de litres d'apéritifs à base de vins (ABV dont le Martini représente les 2⁄3 des ventes), pour un chiffre d'affaires de 133 millions d'euros ;
- 15,8 millions de litres de vins doux naturels, pour un chiffre d'affaires de 89 millions d'euros ;
- 14,4 millions de litres de porto, pour un chiffre d'affaires de 126 millions d'euros ;
- 5,4 millions de litres de Gentiane, pour un chiffre d'affaires de 39 millions d'euros ;
- 3,6 millions de litres de Pineau, pour un chiffre d'affaires de 35 millions d'euros.

## En Suisse
En Suisse romande, des plantes des Alpes, notamment de saveur amère, sont utilisées pour créer le Bitter des Diablerets, tandis que, à Morges, en région viticole, Emmanuel Gamboni, venu en 1860 du Val Calanca, dans les Grisons et Joseph Salina, de Varzo, de la province de Novare, s’allient pour produire à base de vin un vermouth, bientôt un quinquina. Ce breuvage, vendu d’abord sous le nom de Quinquina Gamboni, devient au tournant du XXe siècle Le Stimulant. Le succès commercial est immédiat. Au plus fort de sa popularité, plus de 1 000 litres de Stimulant sont consommés chaque jour dans les seuls cantons de Vaud et de Genève. Cette production, arrêtée en 1979, renaît en 2021.

## Alimentation
On peut distinguer plusieurs types de consommation d'aliments conjointe à l'absorption de boissons apéritives :
- l'apéritif simple est souvent accompagné de divers amuse-gueules en France comme cacahuètes, chips, etc. La kémia maghrébine est un exemple d'assortiment accompagnant les alcools ;
- l'apéritif plus consistant permet de mettre en bouche, comme le « coup d'avant » du service à la française de l'Ancien Régime[7] ou encore les zakouski russes ;
- l'apéritif dînatoire regroupe un certain nombre de pratiques qui varient suivant les époques, les lieux et les catégories socio-culturelles ; ces pratiques ont en commun de substituer le repas traditionnel par divers mets, comme lors d'un repas à base de tapas espagnols.

### Accompagnements simples

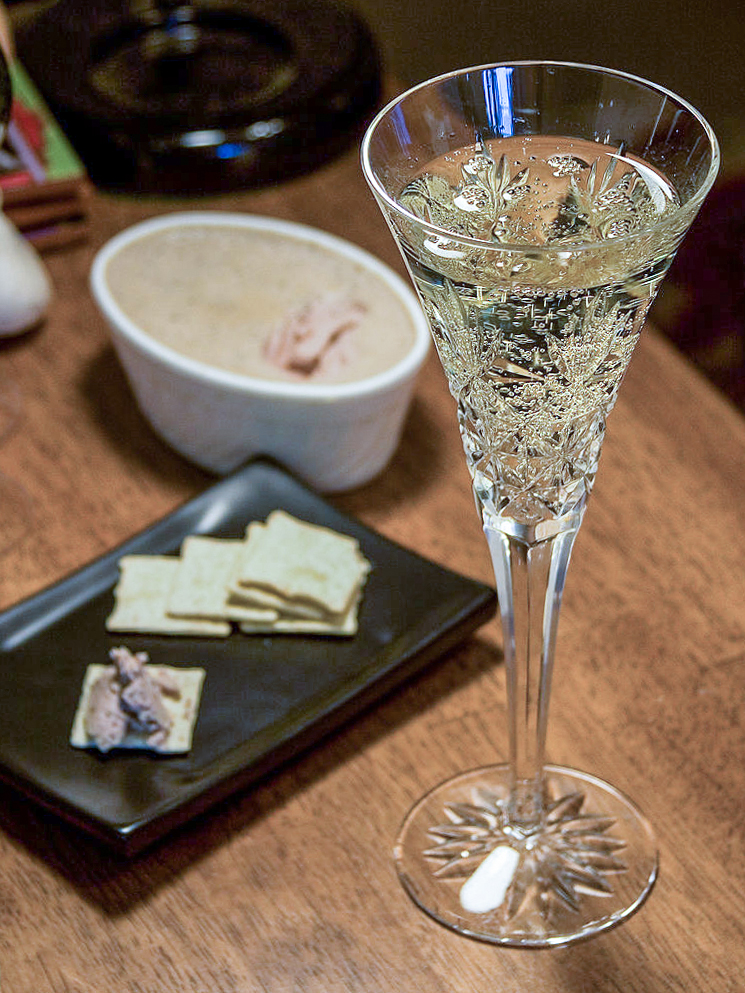
Champagne et foie gras.

Les boissons peuvent être accompagnées de multiples amuse-gueules, généralement salés pour stimuler la soif et l'appétit :
- gâteaux salés, oléagineux divers (graines de citrouille grillées, graines de mais grillé, de tournesol, d'arachide, noix de cajou, pistaches, olives, noix, noisettes, tramousses, etc.),
- de fromages tels que crème de gruyère, camembert, brie, fromage de chèvre, fromage dur (comté, beaufort, parmesan, pecorino, maredsous, etc.),
- de charcuteries (jambon, saucisson, rillons, saucisses, ventrèche, etc.),
- de toasts (saumon, foie gras, tapenade, pâté, houmous, etc.), de poisson (anchois, sprats, etc.),
- de fruits de mer (calamars, moule, etc.),
- de légumes crus (carottes, branches de céleri, chou-fleur, concombre, radis, etc.), confits au vinaigre (cornichons, oignons, câpres, salicornes, etc.), ou cuits (chips, frites).
- des dips servies avec les légumes crus.
- de pain surprise.

### Apéritif dînatoire
Lors d'un apéritif dînatoire (ou « dinatoire » selon la réforme orthographique), les boissons sont accompagnées de plats permettant à l'apéritif de se substituer au repas.
De nos jours en France, c'est un type d'apéritif apprécié des jeunes adultes et des étudiants.
En Italie, cette pratique s'est généralisée dans un effet de mode et a provoqué l'ouverture de bars spécialisés, rappelant quelque peu les bars à tapas espagnols. On lui donne le nom de apericena, contraction de aperitivo (apéritif) et cena (dîner). Des critiques[Qui ?] s'élèvent contre le contenu nutritionnel de tels repas.

## Autres pays

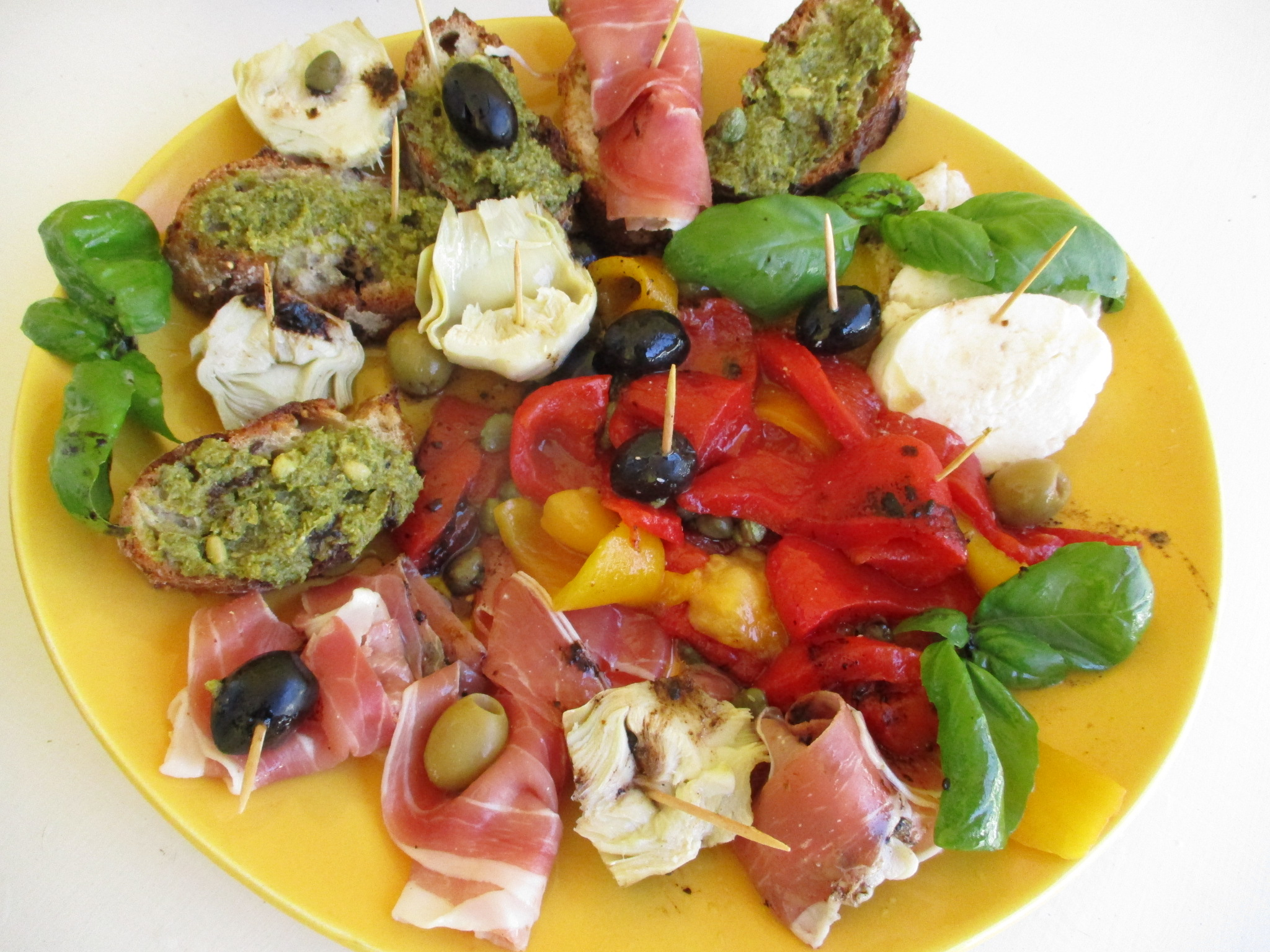
Antipasti en Italie.

L'apéritif est considéré comme une pratique française, cependant elle possède des équivalents plus ou moins proches dans d'autres pays, notamment européens : 
- Les antipasti en Italie[9] ;
- Les tapas en Espagne ;
- Les mezzé au Liban et en Grèce.